# جک مک‌کورت
جک مک کورت (انگلیسی: Jak McCourt؛ زادهٔ ۶ ژوئیهٔ ۱۹۹۵) بازیکن فوتبال اهل بریتانیا است.
از باشگاه‌هایی که در آن بازی کرده‌است می‌توان به باشگاه فوتبال بارنزلی، باشگاه فوتبال پورت ویل، باشگاه فوتبال تورکی یونایتد، و باشگاه فوتبال لستر سیتی اشاره کرد.